# Мидоулендс-арена
Мидоулендс-арена (англ. Meadowlands Arena, ранее также известная как Айзод-центр (англ. Izod Center, Brendan Byrne Arena, Continental Airlines Arena) — многофункциональный спортивный комплекс, расположенный в Ист-Ратерфорд, Нью-Джерси, США. Арена была открыта в 1981 году и в настоящее время вмещает 20 000 человек. В основном используется для проведение спортивных игр, концертов, шоу и других мероприятий.
Ранее на арене проводили свои домашние игры клуб НБА «Нью-Джерси Нетс» и клуб НХЛ «Нью-Джерси Девилз». В 2007 году команды переехали в новый «Пруденшал-центр» в Ньюарке. В 2011 году в «Айзод-центре» свои домашние игры проводила команда «Fordham Ram» NCAA. 3 апреля 2015 года арена была закрыта и планируется её снос. По состоянию на начало 2022 года арена пока не снесена, но не функционирует.
На арене был записан командный матч по рестлингу из вступительной сцены из фильма «Горец» (1986). На арене снимали некоторые сцены фильма «Просто Райт» (2010).

## Рестлинг
Арена принимала шоу WWE: SummerSlam (1989, 1997 и 2007), King of the Ring (2001) и No Mercy (2004). «Мидоулендс-арена» принимал множество шоу WWE Raw и WWE SmackDown. С 1984 года по 1992 год федерация рестлинга WCW проводила свои шоу на арене. В августе 2015 года WWE планировало провести на этой арене SummerSlam, но из-за объявленного сноса и закрытия арены местом проведения был выбран «Барклайс-центр».